# Eualloea suffusa
Eualloea suffusa är en fjärilsart som beskrevs av W. Warren 1909. Eualloea suffusa ingår i släktet Eualloea och familjen mätare. Inga underarter finns listade i Catalogue of Life.